# Communauté de communes du canton de Châtillon-sur-Loire
La communauté de communes du canton de Châtillon-sur-Loire est une ancienne communauté de communes du département du  Loiret et de la région Centre-Val de Loire en France. Le 1er janvier 2017 elle a fusionné avec communauté de communes du canton de Briare pour former la communauté de communes du Berry Loire Puisaye.

## Composition
Elle est composée des communes suivantes (composition identique à celle du canton de Châtillon-sur-Loire) :
| Nom                         | Code Insee | Gentilé         | Superficie (km2) | Population (dernière pop. légale) | Densité (hab./km2) |
| --------------------------- | ---------- | --------------- | ---------------- | --------------------------------- | ------------------ |
| Châtillon-sur-Loire (siège) | 45087      | Châtillonnais   | 40,67            | 3 153 (2014)                      | 78                 |
| Autry-le-Châtel             | 45016      | Castelautryens  | 50,56            | 989 (2014)                        | 20                 |
| Beaulieu-sur-Loire          | 45029      | Bellocéens      | 48,83            | 1 817 (2014)                      | 37                 |
| Cernoy-en-Berry             | 45064      | Cernoyens       | 28,23            | 463 (2014)                        | 16                 |
| Pierrefitte-ès-Bois         | 45251      | Pierrefittois   | 27,18            | 295 (2014)                        | 11                 |
| Saint-Firmin-sur-Loire      | 45276      | Saint-Firminois | 24,76            | 540 (2014)                        | 22                 |

## Compétences
- Aménagement de l'espace communautaire
- Développement économique
- Création, aménagement et entretien de la voirie d'intérêt communautaire
- Protection et mise en valeur de l'environnement
- Politique du logement et du cadre de vie
- Action sociale
- Équipements culturels, sportifs et d'enseignement
- Tourisme
- Participation au maintien et au développement des services publics ruraux
- Actions en faveur de la jeunesse

## Historique
- 29 décembre 1998 : création de la communauté de communes